# Synagoge (Billigheim)

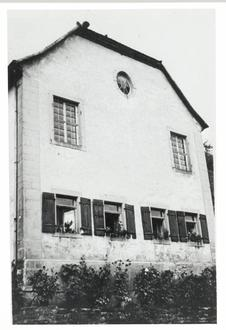
Synagoge in Billigheim (vor 1938) (Foto: Landesarchiv Baden-Württemberg)

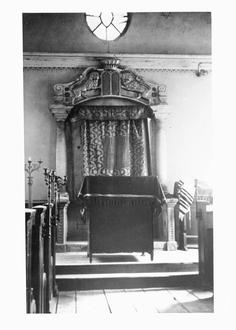
Innenansicht mit Toraschrein (Foto: Landesarchiv Baden-Württemberg)

Die Synagoge in Billigheim, einer Gemeinde im Neckar-Odenwald-Kreis im Norden Baden-Württembergs, wurde 1804 errichtet. Die Synagoge stand an der Schefflenztalstraße 35.

## Geschichte
In der Synagoge befand sich im Erdgeschoss auch die Wohnung des Lehrers, ebenso war ein Zimmer für den Religionsunterricht der Kinder vorhanden, denn erst 1835 wurde ein jüdisches Schulhaus (siehe: Jüdische Elementarschule (Billigheim)) errichtet.     
Beim Novemberpogrom 1938 wurde die Synagoge durch SA-Männer demoliert. Ein im Erdgeschoss wohnender christlicher Schneidermeister weigerte sich, die Wohnung zu räumen, und konnte dadurch die Inbrandsetzung der Synagoge verhindern.
Im Jahr 1945 wurde das Gebäude von den Alliierten beschlagnahmt und von der Jewish Restitution Successor Organization (JRSO) in New York übernommen. Diese verkaufte das Gebäude 1952 und der neue Besitzer baute das Gebäude zu einem Wohnhaus um. Im Zuge des Ausbaus der Schefflenztalstraße wurde das Gebäude um 1990 abgebrochen. 
Ein erhaltener Türsturz mit der hebräischen Jahreszahl 1804 erinnert an die Vergangenheit des Gotteshauses. Er blieb beim Abbruch erhalten und wurde 2007 in ein am Synagogenstandort aufgestelltes Denkmal zur Erinnerung an die jüdische Geschichte von Billigheim integriert.